# 하남역사박물관
하남역사박물관은 경기도 하남시 덕풍동 소재의 박물관이다.

## 연혁
- 2002년 12월 20일 하남역사박물관 건립자문위원회 구성
- 2003년 7월 10일 제1기 문화유산해설사 6명 위촉
- 2004년 1월 2일 하남역사박물관설치 및 운영조례 제정
- 2004년 3월 22일 하남역사박물관 유물기탁 및 기증규정 발령
- 2004년 3월 하남역사박물관 운영자문위원회 구성
- 2004년 4월 하남역사박물관 유물감정평가위원회 구성
- 2004년 4월 30일 경기도 지정 제1종 전문박물관(등록번호 제2004-박-02호). 경력인정대상기관.
- 2004년 5월 17일 제1회 하남역사박물관 운영자문위원회의 개최
- 2004년 6월 4일 하남역사박물관 개관, 김세민 관장 취임
- 2004년 8월 7일 제1회 박물관학교 여름방학 체험교실 개최
- 2007년 12월 10일 하남역사박물관 리모델링 후 재 개관
- 2008년 2월 4일 문화재지표조사기관 등록(문화재청고시 제2008-134호). 문화재발굴조사 자격요건 충족기관 등록(문화재청고시 제2008-134호).
- 2011년 8월 8일 제8회 미사리 선사문화체험교실 개최
- 2011년 9월 23일 학술세미나 "일제강점기 하남지역의 독립운동" 개최
- 2012년 3월 하남문화재단을 설립하여 하남역사박물관을 하남문화재단에 소속시킴
- 2014년 10월 30일 경기도 하남시 덕풍동로 30 위치에 신축 재 개관